# Fahrmannslaine
Die Fahrmannslaine ist ein rechter Zufluss der Loisach bei Oberau in Oberbayern.

## Geographie
Sie entspringt an den Westhängen des Bischofs im Estergebirge und formt dort ein Klamm- und Schluchtensystem mit Wasserfällen. Dort bildet sie die Gemeindegrenze zwischen Oberau und Farchant.
Nach dem Austritt ins Loisachtal versickert die Fahrmannslaine jedoch und erreicht nicht oberirdisch die Loisach oder einen ihrer Zuflüsse. Naheliegenderweise entwässert sie zum nahegelegenen Röhrlbach oder zu den etwas nördlich gelegenen Quelltöpfen des Lauterbachs.